# Cheese (fiera)
Cheese è una fiera internazionale dedicata ai formaggi tenuta a Bra, in Piemonte. 
Cheese è nato nel 1997 dalla collaborazione dell'associazione Slow Food di Carlo Petrini e il comune di Bra. Originariamente l'evento era volto a educare i consumatori e i ristoratori. Dopo il grande successo della prima edizione portò gli organizzatori a regolamentare i criteri di qualità necessari per partecipare alla kermesse.
Principale rassegna dedicata ai formaggi nel mondo, Cheese si tiene tutti gli anni dispari per quattro giorni durante il mese di settembre nel centro storico di Bra. La fiera conta centinaia di espositori italiani e internazionali e si suddivide in più aree tematiche dedicate alla vendita e degustazione di formaggi e altri prodotti gastronomici tipici italiani e stranieri, a conferenze e laboratori e all'intrattenimento.